# Uralkali
Uralkali er en russisk producent af kunstgødning baseret på potaske. Virksomheden har hovedkvarter i Berezniki og er børsnoteret på Moscow Exchange. De har fem 5 miner og 7 fabrikker i Berezniki og Solikamsk. 
De producerer granulat af  kaliumklorid (KCl), natriumklorid og karnalit. Deres produkter sælges i over 60 lande.